# Hellmayrea gularis
Hellmayrea gularis е вид птица от семейство Furnariidae, единствен представител на род Hellmayrea.

## Разпространение
Видът е разпространен във Венецуела, Еквадор, Колумбия и Перу.